# عواقب الثورة الكوبية

في العقد الأول من تولي حكومة كاسترو للسلطة، قدمت مجموعة واسعة من الإصلاحات الاجتماعية التقدمية. قدمت قوانين لتوفير المساواة للكوبيين السود ولإعطاء حقوق أكبر للنساء، وكانت هناك محاولات لتحسين التواصل، والمنشآت الطبية، والصحة، والسكن، والتعليم. كذلك فقد كانت هناك دور سينما متنقلة، ومعارض فنية، وحفلات، ومسارح. بنهاية ستينيات القرن العشرين، كان كل الأطفال الكوبيين قد تلقوا شيئًا من التعليم (بالمقارنة مع أقل من نصفهم قبل عام 1959)، انخفضت البطالة والفساد، وأجريت تحسينات كبيرة في مجال النظافة والتعقيم. خصص فيدل كاسترو العديد من سنواته للمساواة بين الكوبين الأفارقة والبيض الأغنياء في كوبا. كان تشريعه المضاد للتمييز العنصري أول محاولة كبيرة له لتحقيق المساواة في شعب كوبا. أعطت إصلاحاته العديدة (قطاع الصحة، التعليم، المساواة) الفرص لأولئك الكوبيين الأفارقة الذين كانوا يعيشون في حالة فقر بسبب التمييز العرقي في كوبا.
الحقوق المتساوية لكل المواطنين في الصحة والتعليم والعمل والغذاء والأمان والثقافة والعلوم والرفاه -وهي نفس الحقوق التي أعلنا عنها عندما بدأنا صراعنا، بالإضافة إلى تلك التي تنبثق من أحلامنا في تحقيق العدالة والمساواة لكل سكان العالم – هذا ما أتمناه.

- فيدل كاسترو

## خلفية تاريخية
كانت الثورة الكوبية (بالإسبانية: Revolución cubana) حملة حرب عصابات قادتها حركة السادس والعشرين من يوليو الثورية التابعة لفيدل كاسترو وآخرون تحت الحكم الديكتاتوري للرئيس الكوبي فولغينسيو باتيستا. بدأت الثورة في يوليو 1953، واستمرت بدرجات مختلفة حتى استطاع الثوار أخيرًا طرد باتيستا في 31 ديسمبر 1958، مؤسسين حكومة ثورية جديدة.
بعد معرفتهم بهروب باتيستا، بدأ الثوار فورًا بالمفاوضات للاستيلاء على سانتياغو دي كوبا. في الثاني من يناير، أمر الكولونيل الكوبي روبيدو جنوده بعدم التدخل، وسيطر الثوار على المدينة. دخلت القوات الثورية تحت قيادة جيفارا وسينفويغوس هافانا في الوقت نفسه تقريبًا. لم يلاقي الثوار اعتراضًا في طريقهم من سانتا كلارا إلى هافانا. وصل كاسترو إلى هافانا في الثامن من يناير بعد مسيرة انتصار. استلم أول من اختاره كاسترو لمنصب الرئاسة، وهو مانويل أوروتيا ليو، الحكم في 3 يناير.

### 1959: انتصار الثوار

#### الأحداث بعد الانتصار
في 11 يناير 1959 قابل إد سوليفان فيدل كاسترو في ماتانزاس وأذاع المقابلة على برنامج إد سوليفان. يشير إد سوليفان في المقابلة إلى كاسترو والثوار الآخرين بوصفهم «مجموعة رائعة من الشباب الثوريين» ويشير إلى إعجابهم بالمذهب الكاثوليكي. ينكر فيدل كاسترو ارتباط الثوار بالشيوعية. بعد المقابلة بساعات يركب كاسترو على دبابات مسلوبة إلى العاصمة في هافانا.

#### المحاكم الثورية
حوكم المئات من العملاء والشرطة والجنود من زمن باتيستا محاكمات علنية، متهمين بانتهاكات حقوق الإنسان وجرائم الحرب والقتل والتعذيب. نحو 200 من المتهمين أدينوا بجرائم سياسية من قبل المحاكم الثورية وأعدموا رميًا بالرصاص؛ تلقى آخرون أحكامًا مطولة بالسجن. من الأمثلة البارزة على العدالة الثورية ما حدث بعد الاستيلاء على سانتياغو، حيث أمر راؤول كاسترو بإعدام أكثر من سبعين سجين حرب تابعين لباتيستا. تكريمًا له على دوره في الاستيلاء على هافانا، عين تشي جيفارا نائبًا أعلى للادعاء العام في حصن لا كابانيا. كان هذا جزءًا من محاولة كبرى من قبل فيدل كاسترو لتطهير قوى الأمن من أتباع باتيستا الأوفياء والخصوم المحتملين غير الشيوعيين (بمن فيهم ثوار الدرجات العليا مثل بيدرو لويس دياز لانز وهوبر ماتوس) في الحكومة الثورية الجديدة. رغم قتل وسجن العديدين، فصل آخرون من الجيش والشرطة دون محاكمة، ونفي بعض المسؤولين الكبار في إدارة باتيستوتا بصفة ملحقين عسكريين. ساد الاعتقاد بأن الذين أعدموا كانوا مذنبين بالتهم الموجهة لهم، ولكن المحاكمات لم تتبع الإجراءات الصحيحة.

#### حملة الدمج العرقي
بدءًا من مارس 1959 أعلن فيدل كاسترو في خطاب له أنه سيحاول إنهاء التمييز العرقي في المجتمع الكوبي. وضع تفاصيل خطة لإعادة جمع الكوبيين البيض مع السود في مدارس مشتركة ومؤسسات أخرى، عن طريق تساوي الفرص. في حوار متلفز لاحق ادعى كاسترو أن خططه كانت تهدف قبل كل شيء إلى تحسين الظروف الاقتصادية للكوبيين السود وأنه لا يشجع على الدمج المجتمعي الكامل. دمجت النوادي المجتمعية دمجًا تامًّا، وفتحت الشواطئ الخاصة، وأممت المدارس بالكامل. شجب القادة الثوريون أيضًا إرهاب المؤمنين بتفوق العرق الأبيض في جنوب الولايات المتحدة الأمريكية في محاولة لاكتساب أفضلية أخلاقية وإهانة الكوبيين المنفيين الذين يعيشون في الولايات المتحدة الأمريكية.
أممت المدارس الخاصة التي كانت سابقًا يسودها الطلاب البيض وواجهت تدفقًا للطلاب السود ومختلطي الأعراق. طلب من النوادي المجتمعية دمج الأعراق منذ يناير 1959. بدأت النوادي المجتمعية الخاصة بالبيض والخاصة بالسود أن تنحل. أصبحت العرقية تعتبر ضد الثورة وصُنف منتقدو الحكومة غالبًا بأنهم عرقيون.
كان بعض الكوبيين البيض يخاف من الدمج، في حين كان بعض الكوبيين السود يخافون من إغلاق النوادي المجتمعية الخاصة بالسود وآثار ذلك على الحياة الثقافية للكوبيين من أصول أفريقية.

#### زيارة دبلوماسية إلى الولايات المتحدة الأمريكية
في 15 أبريل 1959، بدأ كاسترو زيارة مدتها 11 يومًا إلى الولايات المتحدة الأمريكية، بدعوة من الجمعية الأمريكية لمحرري صحف الأخبار. أجرى فيدل كاسترو أول زيارة على أمل تأمين مساعدة الولايات المتحدة الأمريكية لكوبا. حين كان هناك تحدث علنًا عن خطط لتأميم أراضٍ كوبية وأعلن في الأمم المتحدة أن كوبا محايدة تجاه الحرب الباردة. قال خلال زيارته «أعلم ما يعتقده العالم عنا، أننا شيوعيون، وبالطبع فقد قلت بشكل شديد الوضوح بأننا لسنا شيوعيين؛ واضح جدًّا».

#### إصلاحات الأراضي
وفق الجغرافي والمقدم الكوبي أنطونيو نونيز خيمينيز، 75% من أفضل أراضي كوبا الصالحة للزراعة كانت مملوكة من قبل أفراد أجنبيين أو شركات أجنبية (معظمها أمريكية) خلال الثورة. من أولى سياسات الحكومة الكوبية حديثة التشكل القضاء على الأمية وإصلاح الأراضي. ساعدت جهود إصلاح الأراضي على رفع معايير المعيشة عن طريق تقسيم الشركات القابضة الكبيرة إلى جمعيات تعاونية. اعترض المقدم سوري مارين، الذي كان مسؤولًا بالاسم عن إصلاح الأراضي، وهرب، ولكن أعدم في النهاية عند عودته إلى كوبا بأسلحة ومتفجرات، بنية الانقلاب على حكومة كاسترو.
في مارس 1959، كان كاسترو قد أمر مسبقًا بتخفيض إيجارات أولئك الذين يدفعون أقل من 100 دولار في الشهر.
انخفضت الإنتاجية في البلد لاحقًا، ونفدت الاحتياطات المالية للبلد بعدها خلال سنتين فقط.
بعد أن عين كاسترو نفسه رئيسًا للمؤسسة الوطنية للإصلاح الزراعي (Instituto Nacional de Reforma Agraria – INRA)، في 17 مايو 1959، وضع كاسترو قانون الإصلاح الزراعي الأول، والذي يحد ملكية الفرد بما لا يزيد عن 993 أكر (فدان)، أي ما يساوي 4.02 كم2. منعت كوبا أيضًا زيادة ملكية الأجانب للأراضي. أعيد توزيع الملكيات الكبيرة للأراضي؛ يقدر عدد الفلاحين الذين حصلوا على حقوق ملكية بنحو 200,000. بالنسبة لكاسترو، كانت هذه خطوةً مهمة أنهت هيمنة الطبقة الثرية مالكة الأراضي على الزراعة في كوبا، ورغم شعبية هذا القرار في الطبقة العاملة، فقد استبعدت أي دعم من الطبقة المتوسطة.
رغم أن كاسترو رفض تصنيف هذه الحكومة في البداية على أنها «اشتراكية» وأنكر تكرارًا بالتحديد كونه «شيوعيًّا»، فإن كاسترو قد عين مروجين للماركسية اللينينية في المناصب العليا في الحكومة والجيش. أبرز هؤلاء تعيين تشي جيفارا حاكمًا للمصرف المركزي ثم وزيرًا للصناعات. انشق قائد القوات الجوية بيدرو لويس دياز لانز مذعورًا إلى الولايات المتحدة الأمريكية.